# Józef Hecht
Józef (Mojżesz) Hecht (ur. 14 grudnia 1891 w Łodzi, zm. 19 czerwca 1951 w Paryżu) – polski malarz, rzeźbiarz, ale przede wszystkim grafik żydowskiego pochodzenia.
Studiował w latach 1909–1914 w Akademii Sztuk Pięknych w Krakowie, pod kierunkiem Wojciecha Weissa (malarstwo) i Józefa Pankiewicza (grafikę), gdzie był jednym z najzdolniejszych studentów otrzymującym wielokrotnie nagrody za osiągnięcia malarskie i graficzne. W trakcie i po ukończeniu studiów dzięki wsparciu rodziny podróżował po Europie. W 1911 roku artysta odwiedził Wiedeń, w 1913 roku Rzym i Capri. Gdy wybuchła I wojna światowa, Hecht przebywał w Berlinie. Władze niemieckie nakazały mu wtedy wyjazd do Norwegii, gdzie mieszkał i tworzył do roku 1919.
W roku 1920 zamieszkał w Paryżu. Uczestniczył w wielu wystawach, m.in. we Francji (Salon d’Automne i Salon des Indépendants), Stanach Zjednoczonych, Anglii i Polsce. Jego prace zostały nagrodzone dwoma złotymi medalami na Wystawie Światowej w Paryżu w roku 1937. W tym czasie jego ulubionym tematem stały się zwierzęta, które obserwował i szkicował w Jardin des Plantes. W stolicy Francji zaprzyjaźnił się z rzeźbiarzem Moise Koganem, który wprowadził go do kolonii artystów Cite Falguiere, gdzie mieszkali Amedeo Modigliani, Jacques Lipchitz, Leon Indenbaum i Oscar Miestchaninoff. W swojej pracowni paryskiej zapoznawał wielu artystów z techniką miedziorytniczą bulino.
Pierwszym krokiem artysty do uznania jego twórczości w stolicy Francji były wykonane w 1926 roku ilustracje do książki L’Eubage aux antipodes de l’unité autorstwa Blaise’a Cendrarsa. W tym samym roku odbył się również indywidualna wystawa prac Hechta w galerii Berthe Weill (jednej z najważniejszych prezentujących sztukę nowoczesną w Paryżu), a kilka miesięcy później kolejna w Galerie le Nouvel Essor, na której zaprezentowane zostały prace z teki Arka Noego z przedmową francuskiego symbolisty Gustave Kahna. W roku 1928 opublikował tekę grafik pod tytułem Atlas z poematem André Suarèsa, zaś w 1929 ukazały się Animaux i Croquis d’Animaux, obejmujące po dziesięć rycin każdy i będących kwintesencją graficznego stylu artysty. Wszystkie jego dzieła budowane są za pomocą ostrej, precyzyjnej linii, lecz jednocześnie dekoracyjnej, wpisującej się w założenia stylistyczne art déco.
W 1928 roku wystawił dwa miedzioryty w Miejskiej Galerii Sztuki w Łodzi (przedstawiające widoki krajobrazu Afryki i Azji z jej fauną i florą).
W 1927 Hecht spotkał Stanleya Williama Haytera, młodego Brytyjczyka osiadłego w Paryżu, który stał się jego uczniem i przyjacielem na całe życie. Skutkiem współpracy artystów było otworzenie w 1927 roku Atelier 17 (Studio 17), które stało się przestrzenią gdzie eksperymentowali, wymieniali doświadczenia i pomysły, a następnie tworzyli m.in.: Pablo Picasso, Jian Miro, Alberto Giacometti, Max Ernst, Wassily Kandinsky, Yves Tanguy, Alexander Calder, Maria Helena Vieira da Silvai inni wybitni artyści. Hecht był także założycielem wraz z Pierre Guastalla i dziewięcioma innymi artystami stowarzyszenia La Jeune Gravure Contemporaine (Młoda Współczesna Grafika Warsztatowa) w 1929 roku.
Jego żoną była szwedzka artystka Dana Bilde.
W trakcie II wojny światowej Józef Hecht znalazł schronienie w Casablance, a później w Marsylii. Następnie zatrzymał się w Banyuls-sur-Mer, po czym wyjechał do Belley, małego miasteczka w Sabaudii. Jesienią 1944 roku wrócił do swojej pracowni w Cite Falguiere, ale był zbyt obciążony doświadczeniami wojny, aby tworzyć. W 1946 roku Hayter zachęcił go do wznowienia prac graficznych. Wspólnie zrealizowali projekt „The Drowned Woman”. W 1948 roku Hecht opracował autorską technikę „reliefowego” druku graficznego, która została doceniona przez wielu grafików i krytyków sztuki.
19 lipca 1951 roku, podczas pracy nad kartonem do gobelinu wykonywanego na zamówienie ze Szwecji, Hecht zmarł na zawał serca w swojej pracowni w Paryżu.